# Clostridium tyrobutyricum
Clostridium tyrobutyricum ist ein sporenbildendes Bakterium, dessen Sporen hitzeresistent sind. Es kommt in hoher Anzahl in der für Kühe als Futtermittel verwendeten Silage vor. Es gehört zur Gattung Clostridium, die zahlreiche Krankheitserreger umfasst, gilt jedoch nicht als pathogen.

## Vorkommen
Clostridium tyrobutyricum kommt im Boden vor, von wo aus es mithilfe der Endosporen weiter verbreitet wird und so auf Pflanzen gelangt, die zur Herstellung von Silage verwendet werden. Daraus lässt es sich isolieren und wurde auch in Molkereiprodukten wie Emmentaler Käse nachgewiesen, in die es über die Kuhmilch nach Gabe kontaminierten Futters gelangt war. Die Kontamination erfolgt dabei nicht im Körper der Kuh, sondern außerhalb durch verschmutzte Euter, die Stallluft, Geräte oder Hände, an welchen die Sporen aus der Silage anhaften bzw. in denen diese vorkommen können.

## Merkmale
Als typische Vertreter der Clostridien wachsen die Bakterien obligat anaerob und sind somit Katalase-negativ und Oxidase-negativ. Sie sind grampositiv, zeigen im mikroskopischen Bild eine stäbchenförmige Gestalt und sind durch peritrich angeordnete Flagellen beweglich.
Unter ungünstigen Umweltbedingungen sind sie in der Lage, Endosporen zu bilden. Diese sind größer als die vegetative Zellen und führen zu einer Ausbuchtung der Mutterzelle. Weiterhin zeichnen sich die Sporen durch Thermoresistenz aus: Während die meisten vegetativen Bakterienzellen durch kurzzeitiges Erhitzen auf Temperaturen von etwa 80 °C (Pasteurisierung) abgetötet werden, schadet diese Erhitzung den Endosporen nicht, sie bleiben lebensfähig und können wieder keimen.
Der Artname weist darauf hin, dass diese Art durch Fermentation Buttersäure bildet, als Butyrate werden die Salze der Buttersäure bezeichnet. Das Genom von Clostridium tyrobutyricum (Stamm  DSM 2637) wird gegenwärtig sequenziert.
Das Temperaturoptimum zur Kultivierung von C. tyrobutyricum liegt zwischen 40,2 und 43,3 °C, somit zählt das Bakterium eher zu den thermophilen Organismen. Bei 10 °C zeigt es kein Wachstum mehr, die Zellen überleben diese Temperatur jedoch und beginnen bei etwas höheren Temperaturen (12–15 °C) wieder mit der Vermehrung. Der pH-Wert für das Wachstum der meisten untersuchten Stämme liegt im Bereich von pH 5,5 bis 7,5. C. tyrobutyricum ist in der Lage, mäßige Konzentrationen an Natriumchlorid zu tolerieren, ein Gehalt von 2,0 % verhindert nicht das Wachstum, ein Gehalt von 3,0 % erlaubt immerhin noch einigen der untersuchten Stämmen die Vermehrung und erst ab einem Natriumchloridgehalt von 3,5 % ist kein Wachstum mehr möglich. Diese Ergebnisse erlauben eine Abschätzung darüber, unter welchen Bedingungen mit dem unerwünschten Wachstum von Clostridium tyrobutyricum in der Käseproduktion zu rechnen ist.

### Stoffwechsel
Clostridium tyrobutyricum verwertet Kohlenhydrate durch Fermentation. Zunächst erfolgt ein schrittweiser Abbau von Monosacchariden (Einfachzuckern) wie D-Glucose (Traubenzucker) in der Glykolyse zu Pyruvat. Unter anaeroben Bedingungen muss das dabei verbrauchte NAD+ (Nicotinamidadenindinukleotid) regeneriert werden, dies erfolgt durch Buttersäuregärung. Aus Pyruvat entstehen dabei in der Gärung von C. tyrobutyricum Butyrat (Salz der Buttersäure), Acetat (Salz der Essigsäure), Kohlendioxid (CO2) und elementarer Wasserstoff (H2).
Die Buttersäuregärung läuft in vielen Clostridien ab, als Besonderheit kann C. tyrobutyricum jedoch statt Glucose auch Lactat (Salz der Milchsäure) als Substrat nutzen. Milchsäure wird von Vertretern der Lactobacteriaceae in der Milchsäuregärung produziert und senkt den pH-Wert der Umgebung. Die meisten Clostridien wachsen nur in neutralen oder alkalischen Medien, die Anwesenheit von Milchsäurebakterien unterdrückt ihr Wachstum. Clostridium tyrobutyricum hingegen toleriert ein leicht saures Milieu (bis etwa pH 5,0) und ist zusätzlich in der Lage, aus dem Abbauprodukt der Milchsäurebakterien selbst Energie zu gewinnen.

### Nachweise
Das Bakterium lässt sich in einem Nährmedium kultivieren, das Fleischextrakt, Hefeextrakt, Pepton aus Casein, Glucose und weitere Bestandteile enthält. Wichtig dabei ist, dass das Medium vor der Beimpfung anoxisch ist, da Sauerstoff für die Zellen von C. tyrobutyricum toxisch ist. Dies wird durch Aufkochen und Abkühlen unter Stickstoffatmosphäre erreicht, dadurch wird die Anwesenheit von Sauerstoff aus der Luft ausgeschlossen. Auch bei der Beimpfung und Inkubation muss auf strikte Einhaltung der Anaerobentechnik geachtet werden. Inkubiert wird bei einer Temperatur von 37 °C. Im VDLUFA-Methodenbuch wird es zu den käsereischädlichen Clostridien gezählt, die nach Erhitzungsschritt auf pH-modifiziertem RCM-Agar nachweisbar sind.
Biochemische Tests zur Identifizierung umfassen, wie bereits beschrieben, den Katalase- und Oxidase-Test, sowie typische Tests aus einer „Bunten Reihe“, wobei unter anderem auf die Verwertbarkeit verschiedener Kohlenhydrate und anderer Substrate untersucht wird. Ein darauf basierendes Schnellbestimmungssystem im Miniaturformat (Analytical Profile Index) zur Bestimmung von Anaerobiern ist kommerziell verfügbar und umfasst auch den Nachweis von Clostridium-Arten. Diese klassischen mikrobiologischen und biochemischen Nachweismethoden sind recht zeitaufwendig, sodass es mittlerweile auch einen direkten Nachweis von Clostridium tyrobutyricum mithilfe des Multiplex-PCR-Verfahrens gibt. Es gewährleistet die Unterscheidung von anderen Clostridium-Arten.

## Industrielle Bedeutung
Clostridium tyrobutyricum ist als Verursacher einer Fehlgärung in der Käseherstellung gefürchtet. Der Keim kann über Silage als Futter der Kühe in das Tier eingetragen werden und gelangt über die Milch in den Käse. Bei der Herstellung von Silage werden die geeigneten Pflanzenteile zerkleinert, im Silo verdichtet und luftdicht abgeschlossen. Nun wird eine schnelle Absenkung des pH-Wertes angestrebt, wie dies durch die Milchsäuregärung der Fall ist, unter Beibehaltung der anaeroben Atmosphäre. Der niedrige pH-Wert und die Abwesenheit von Sauerstoff hindern zahlreiche, für die Herstellung der Silage schädliche Mikroorganismen am Wachstum. Das trifft auch auf die meisten Clostridien zu, nicht aber auf C. tyrobutyricum, der schwach saure pH-Werte toleriert und zudem noch Milchsäure als Substrat verstoffwechseln kann.
Die Silage enthält somit entweder noch vegetative Zellen oder die Sporen des Bakteriums. Die Sporen gelangen über das Futter in den Organismus der Kuh und von dort direkt in die Milch, oder dies geschieht über eine Kontamination des Euters mit sporenhaltigem Material. Auch bei einer Pasteurisierung der Milch vor der Käseherstellung werden zumindest die Sporen nicht abgetötet, sodass sie im Käse enthalten sind und im Inneren des Käselaibs wieder keimen können. Bei der nun ablaufenden Buttersäuregärung wird die ebenfalls im Käse vorhandene Milchsäure zu Buttersäure, Kohlendioxid und Wasserstoff abgebaut. Die Gase Kohlendioxid und Wasserstoff führen im Käse zu einer starken Blähung (Spätblähung, im Englischen als late blowing bezeichnet), die sich als Risse und Spalten in der Käsekrume bemerkbar macht und nichts mit den bei manchen Käsesorten, wie z. B. Emmentaler, erwünschten Löchern im Käse zu tun hat. Die Buttersäure verursacht darüber hinaus einen unangenehmen Geruch. Diese Käse sind ungenießbar, nicht mehr verwertbar und führen zu hohen finanziellen Verlusten bei der Käseproduktion.
Milch von Kühen, die mit Silage gefüttert werden, ist für die Käseproduktion wegen der Gefahr einer möglichen Fehlgärung nicht geeignet. In der Schweiz wird deshalb bei Käsereimilch auf den Einsatz von Silage verzichtet. In der EU ist Lysozym, ein aus Hühnereiweiß gewonnenes Enzym, als antibakterieller Wirkstoff in der Käseindustrie zugelassen. Als Lebensmittelzusatzstoff mit der Nummer E 1105 darf es ausschließlich für gereiften Käse verwendet werden, um Schäden durch eine Fehlgärung von Clostridium tyrobutyricum zu verhindern.